# Elga Olga Svendsen
Elga 'Olga' Nancy Hanson (Elga Olga) født Svendsen (14. april 1906 i København, død 26. juli 1992 på Frederiksberg) var en dansk skuespillerinde og sangerinde. Hun var datter af skuespillerparret Olga Svendsen og Holger Reenberg og var halvsøster til skuespilleren Jørgen Reenberg og fotograf og instruktør Annelise Reenberg. Hun debuterede i 1932 i en sommerrevy, og det var da også revyen, der kom til at stå hendes hjerte nærmest gennem hele karrieren, bl.a. med mange roller i Holstebro Revyen, Randers Revyen og ikke mindst et mangeårigt engagement i Cirkusrevyen, hvor hun i 1953 lancerede visen Solitudevej, der hurtigt blev en landeplage. Elga Olga optrådte ligeledes på Casino, Betty Nansen Teatret, Fønix Teatret, Nørrebros Teater og Røde Kro Teater. Hun var gift to gange, først med en skrædder og sidenhen (i mere end 50 år) med en frisør og havde datteren Jytte Elga Olga, der også er skuespillerinde.

## Udvalgt filmografi
- Flådens blå matroser – 1937
- Thummelumsen – 1941
- Lykke på rejsen – 1947
- Vores fjerde far – 1951
- Kærlighedsdoktoren – 1952
- Krudt og klunker – 1958
- Mig og min lillebror – 1967
- Affæren i Mølleby – 1976
- Brand-Børge rykker ud – 1976
- Zappa – 1983
- Tro, håb og kærlighed – 1984